# 1242

## مواليد
- إبراهيم الجعبري.
- نور الدين علي بن أيبك.
- قطب الدين اليونيني.

## وفيات
- ضيفة خاتون.
- عبد الواحد الرشيد.
- كمال الدين بن يونس.
- محمد عوفي.
- معز الدين بهرام شاه بن التتمش.
- منصور المستنصر بالله.
- هنري السابع ملك ألمانيا.